# Alvania
Genre
Synonymes
- Acinopsis Monterosato, 1884
- Acinulus Monterosato (in Seguenza), 1903
- Acinus Monterosato, 1884
- Actonia Monterosato, 1884
- Alcidia Monterosato, 1890
- Alcidiella Cossmann, 1921[1]

Alvania est un genre de mollusques gastéropodes de la famille des Rissoidae. L'espèce-type est Alvania cimex.

## Taxinomie
Le genre est mis en place par le naturaliste français Antoine Risso en 1826. Depuis sa création, de nombreux taxons sont entrés en synonymie avec Alvania :
- Acinopsis Monterosato, 1884
- Acinulus Monterosato (in Seguenza), 1903
- Acinus Monterosato, 1884
- Actonia Monterosato, 1884
- Alcidia Monterosato, 1890
- Alcidiella Cossmann, 1921
- Alvanea
- sous-genre Alvania (Alvanolira) F. Nordsieck, 1972
- sous-genre Alvania (Alvinia) Monterosato, 1884
- sous-genre Alvania (Coronalvania) F. Nordsieck, 1972
- sous-genre Alvania (Lanciella) F. Nordsieck, 1972
- sous-genre Alvania (Linemera) Finlay, 1924
- sous-genre Alvania (Moniziella) Nordsieck, 1972
- sous-genre Alvania (Willetia)
- sous-genre Alvania (Willettia) Gordon, 1939
- Alvaniella Monterosato (in Sacco), 1895
- sous-genre Alvinia (Linemera) Finlay, 1924
- Alvinia Monterosato, 1884
- Ameririssoa Ponder, 1985
- Arsenia Monterosato, 1891
- Conalvinia Ponder, 1967
- Flemellia Nordsieck, 1972
- Galeodina Monterosato, 1884
- Linemera Finlay, 1924
- sous-genre Manzonia (Alvinia) Monterosato, 1884
- sous-genre Manzonia (Andrewiella) Nordsieck, 1972
- Massotia Bucquoy, Dautzenberg & Dollfus, 1884
- Moniziella Nordsieck, 1972
- Profundialvania Taviani, 1975
- Pseudalvania R. Janssen, 1967
- sous-genre Rissoa (Alvinia) Monterosato, 1884
- Thapsia Monterosato, 1884
- Thapsiella P. Fischer, 1885
- sous-genre Turboella (Thapsiella) P. Fischer, 1885
- sous-genre Turbona (Massotiella) Nordsieck, 1972
- Turbona Leach (in Gray), 1847
- Zacanthusa Leach, 1852[1]

## Liste d'espèces
Selon World Register of Marine Species (30 octobre 2017) :
- Alvania aartseni Verduin, 1986
- Alvania abrupta (Dell, 1956)
- Alvania abstersa van der Linden & van Aartsen, 1994
- Alvania adiaphoros Bouchet & Warén, 1993
- Alvania adinogramma Bouchet & Warén, 1993
- Alvania aeoliae Palazzi, 1988
- Alvania aequisculpta Keep, 1887
- Alvania africana Gofas, 1999
- Alvania aglaja De Stefani & Pantanelli in De Stefani, 1888 †
- Alvania akibai (Yokoyama, 1926)
- Alvania alboranensis Peñas & Rolán, 2006
- Alvania algeriana (Monterosato, 1877)
- Alvania aliceae Amati, 2014
- Alvania allixi Cossmann, 1919 †
- Alvania almo Bartsch, 1911
- Alvania alta Bałuk, 1975 †
- Alvania amatii Oliverio, 1986
- Alvania amoena Tabanelli, Bongiardino & Perugia, 2011 †
- Alvania ampulla (Eichwald, 1853) †
- Alvania anabaptizata Boettger, 1906 †
- Alvania andraldensis Lozouet, 1998 †
- Alvania angioyi van Aartsen, 1982
- Alvania angularis Warén, 1996
- Alvania annobonensis Rolán, 2004
- Alvania antwerpiensis Glibert, 1952 †
- Alvania argentea (Sowerby III, 1892)
- Alvania argillensis Lozouet, 1998 †
- Alvania arubensis De Jong & Coomans, 1988
- Alvania aspera (Philippi, 1844)
- Alvania asphaltodus Beets, 1942 †
- Alvania aturensis Lozouet, 1998 †
- Alvania auberiana (d'Orbigny, 1842)
- Alvania aupouria (Powell, 1937)
- Alvania aurantiaca (Watson, 1873)
- Alvania awa Chinzei, 1959
- Alvania awamoaensis (Finlay, 1924) †
- Alvania babylonelliformis Gürs in Gürs & Spiegler, 1999 †
- Alvania baldoi Garilli & Parrinello, 2010 †
- Alvania balearica Oliver & Templado, 2009
- Alvania barreti Morlet, 1886 †
- Alvania bartschi Olsson, 1942 †
- Alvania basisulcata A. W. Janssen, 1972 †
- Alvania basteriae (Moolenbeek & Faber, 1986)
- Alvania beanii (Hanley in Thorpe, 1844)
- Alvania belgica Glibert, 1952 †
- Alvania belli Glibert, 1962 †
- Alvania belli Harmer, 1920 †
- Alvania bermudensis Faber & Moolenbeek, 1987
- Alvania beyersi (Thiele, 1925)
- Alvania bicingulata (G. Seguenza, 1876) †
- Alvania bonneti Cossmann, 1921 †
- Alvania boucheti Lozouet, 1998 †
- Alvania bountyensis (Dell, 1950)
- Alvania bozcaadensis Tisselli & Giunchi, 2013
- Alvania brocchii Weinkauff, 1868
- Alvania brusinai Schwartz von Mohrenstern in Brusina, 1877 †
- Alvania burtoni Glibert, 1962 †
- Alvania butonensis Beets, 1942 †
- Alvania cabrensis Rolán & Hernández, 2007
- Alvania caelata A. Adams, 1861
- Alvania campanii Tisselli & Giunchi, 2013
- Alvania campta (Dall, 1927)
- Alvania canariensis (d'Orbigny, 1840)
- Alvania cancapae Bouchet & Warén, 1993
- Alvania cancellata (da Costa, 1778)
- Alvania canonica (Dall, 1927)
- Alvania caporalii Chirli, 2006 †
- Alvania carinata (da Costa, 1778)
- Alvania cathyae Landau, Marquet & Grigis, 2003 †
- Alvania chilensis (Philippi, 1887) †
- Alvania cimex (Linnaeus, 1758)
- Alvania cimicoides (Forbes, 1844)
- Alvania cingulata (Philippi, 1836)
- Alvania cioppii Chirli, 2006 †
- Alvania circinata A. Adams, 1861
- Alvania clarae Nofroni & Pizzini, 1991
- Alvania clathratula A. Adams, 1861
- Alvania clathrella L. Seguenza, 1903
- Alvania claudioi Buzzurro & Landini, 2007
- Alvania colombiana Romer & Moore, 1988
- Alvania colossophilus Oberling, 1970
- Alvania compacta (Carpenter, 1864)
- Alvania concinna A. Adams, 1861
- Alvania convexispira O. Boettger, 1906 †
- Alvania corayi Ladd, 1966
- Alvania corneti Hoenselaar & Goud, 1998
- Alvania corona Nordsieck, 1972
- Alvania coseli Gofas, 1999
- Alvania cosmia Bartsch, 1911
- Alvania cossmanni Harmer, 1920 †
- Alvania craticula (Briart & Cornet, 1887) †
- Alvania cruzi (Castellanos & Fernández, 1974)
- Alvania crystallina (Garrett, 1873)
- Alvania curacaoensis De Jong & Coomans, 1988
- Alvania curta (Dujardin, 1837) †
- Alvania dalmatica Buzzurro & Prkić, 2007
- Alvania datchaensis Amati & Oliverio, 1987
- Alvania dautzenbergi Glibert, 1949 †
- Alvania debruynei Faber & Moolenbeek, 2004
- Alvania dejongi Faber & Moolenbeek, 2004
- Alvania deneti (Thiele, 1925)
- Alvania denhartogi Hoenselaar & Goud, 1998
- Alvania densecostata Harmer, 1920 †
- Alvania desabatae Amati & Smriglio, 2016
- Alvania deweti (Thiele, 1925)
- Alvania diadema De Stefani & Pantanelli in De Stefani, 1888 †
- Alvania dianiensis Oliverio, 1988
- Alvania dictyophora (Philippi, 1844)
- Alvania dijkstrai Hoenselaar & Goud, 1998
- Alvania dimitrii Garilli & Parrinello, 2010 †
- Alvania dingdensis (A. W. Janssen, 1967) †
- Alvania dipacoi Giusti Fr. & Nofroni, 1989
- Alvania discazalorum Lozouet, 1998 †
- Alvania discors (Allan, 1818)
- Alvania disparilis Monterosato, 1890
- Alvania distincta Turton, 1932
- Alvania doliolum Lozouet, 2015 †
- Alvania dollfusi (Cossmann & Pissarro, 1902) †
- Alvania dorbignyi (Audouin, 1826)
- Alvania dubiosa Harmer, 1920 †
- Alvania dumasi (Cossmann, 1902) †
- Alvania effusa Carpenter, 1856
- Alvania electa (Monterosato, 1874)
- Alvania elegantissima (Monterosato, 1875)
- Alvania elenae Gofas, 2007
- Alvania elisae Margelli, 2001
- Alvania emaciata (Mörch, 1876)
- Alvania enysii (Bell, 1898) †
- Alvania erecta Harmer, 1920 †
- Alvania erentoezae İslamoğlu, 2006 †
- Alvania euchila (Watson, 1886)
- Alvania eucraspeda (Hedley, 1911)
- Alvania euphrosine De Stefani & Pantanelli in De Stefani, 1888 †
- Alvania excurvata Carpenter, 1857
- Alvania exserta (Suter, 1908)
- Alvania faberi De Jong & Coomans, 1988
- Alvania falsimerelina Lozouet, 1998 †
- Alvania falsivenus Lozouet, 2015 †
- Alvania fasciata (Tenison-Woods, 1876)
- Alvania fenestrata (Krauss, 1848)
- Alvania fenestrata A. A. Gould, 1861
- Alvania ferruginea A. Adams, 1861
- Alvania filocincta (Hedley & Petterd, 1906)
- Alvania fiorentina Chirli, 2006 †
- Alvania fischeri (Jeffreys, 1884)
- Alvania flava Okutani, 1964
- Alvania flexilis Gofas, 1999
- Alvania foraminata Lozouet, 1998 †
- Alvania formicarum Gofas, 1989
- Alvania fractospira (Oberling, 1970)
- Alvania francescoi Garilli, 2008 †
- Alvania franseni Hoenselaar & Goud, 1998
- Alvania frediani Della Bella & Scarponi, 2000 †
- Alvania freitasi Segers, Swinnen & De Prins, 2009
- Alvania fulgens Turton, 1932
- Alvania funiculata Gofas, 2007
- Alvania fusca Gould, 1861
- Alvania gagliniae Amati, 1985
- Alvania gallegosi Baker, Hanna & Strong, 1930
- Alvania gallinacea (Finlay, 1930)
- Alvania garrafensis Peñas & Rolán, 2008
- Alvania gascoignei Rolán, 2001
- Alvania gemina Rolán & Hernández, 2007
- Alvania geronimoi Oberling, 1970
- Alvania geryonia (Nardo, 1847)
- Alvania gofasi (Rolán & Fernandes, 1990)
- Alvania gontsharovae Iljina, 1993 †
- Alvania gourbesvillensis Cossmann, 1921 †
- Alvania gradatoides (Finlay, 1930)
- Alvania grancanariensis Segers, 1999
- Alvania granosa Tabanelli, Bongiardino & Perugia, 2011 †
- Alvania guancha Moolenbeek & Hoenselaar, 1989
- Alvania guesti Faber & Moolenbeek, 1987
- Alvania gutta Tabanelli, Bongiardino & Perugia, 2011 †
- Alvania halia Bartsch, 1911
- Alvania hallgassi Amati & Oliverio, 1985
- Alvania harrietae Segers, Swinnen & De Prins, 2009
- Alvania hauniensis Ravn, 1939 †
- Alvania hedleyi Thiele, 1930
- Alvania helenae Boettger, 1901 †
- Alvania heraelaciniae Ruggieri, 1950 †
- Alvania herwigia (Castellanos & Fernández, 1974)
- Alvania hinschi Gürs & Weinbrecht, 2001 †
- Alvania hirta (Monterosato, 1884)
- Alvania hispidula (Monterosato, 1884)
- Alvania hoeksemai Hoenselaar & Goud, 1998
- Alvania holsatica Anderson, 1960 †
- Alvania hortensis Lozouet, 1998 †
- Alvania hueti Bozzetti, 2017
- Alvania hyerensis Gofas, 2007
- Alvania ignota Cecalupo & Perugia, 2009
- Alvania ima Bartsch, 1911
- Alvania imperspicua (Pallary, 1920)
- Alvania incognita Warén, 1996
- Alvania inflata Turton, 1932
- Alvania interfossa Nevill, 1885
- Alvania internodula Hoenselaar & Goud, 1998
- Alvania interrupta (Finlay, 1924) †
- Alvania isolata (Laseron, 1956)
- Alvania ispartaensis †
- Alvania jacquesi Hoenselaar & Goud, 1998
- Alvania jeffreysi (Waller, 1864)
- Alvania johannae Moolenbeek & Hoenselaar, 1998
- Alvania joseae Hoenselaar & Goud, 1998
- Alvania josefoi Oliver & Templado, 2009
- Alvania kaawaensis (Laws, 1940) †
- Alvania kenneyi Ladd, 1966 †
- Alvania kermadecensis (W. R. B. Oliver, 1915)
- Alvania kowalewskii Bałuk, 1975 †
- Alvania kowiensis Tomlin, 1931
- Alvania lactanea Glibert, 1949 †
- Alvania lactea (Michaud, 1830)
- Alvania lamellata Dautzenberg, 1889
- Alvania lampra (Dall, 1927)
- Alvania lanciae (Calcara, 1845)
- Alvania laurae Brunetti & Vecchi, 2012 †
- Alvania lavaleyei Hoenselaar & Goud, 1998
- Alvania leacocki (Watson, 1873)
- Alvania leopardiana Brunetti & Vecchi, 2012 †
- Alvania liesjeae Segers, Swinnen & De Prins, 2009
- Alvania limensis (Ponder & Worsfold, 1994)
- Alvania lineata Risso, 1826
- Alvania litoralis (Nordsieck, 1972)
- Alvania littorinoides Cossmann, 1921 †
- Alvania lucinae Oberling, 1970
- Alvania macandrewi (Manzoni, 1868)
- Alvania macella Gofas, 2007
- Alvania maclurgi (Powell, 1933)
- Alvania mamillata Risso, 1826
- Alvania marchadi Gofas, 1999
- Alvania mariella A. Adams, 1861
- Alvania marioi Gofas, 1999
- Alvania marmarisensis Bitlis & Öztürk, 2017
- Alvania maximilicutiani Scuderi, 2014
- Alvania mediolittoralis Gofas, 1989
- Alvania meridioamericana Weisbord, 1962
- Alvania microglypta Haas, 1943
- Alvania micropilosa Gofas, 2007
- Alvania microstriata Hoenselaar & Goud, 1998
- Alvania microtuberculata Gofas, 2007
- Alvania mighelsi sic
- Alvania mighelsii (Stimpson, 1851)
- Alvania minuscula Verrill & Bush, 1900
- Alvania minuta (Finlay, 1924) †
- Alvania minuta (Golikov & Fedjakov, 1987)
- Alvania minutissima Turton, 1932
- Alvania moerchi (Collin, 1886)
- Alvania moniziana (Watson, 1873)
- Alvania monserratensis Baker, Hanna & Strong, 1930
- Alvania montagui (Payraudeau, 1826)
- Alvania montereyensis Bartsch, 1911
- Alvania monterosatoi (P. Fischer, 1877) †
- Alvania moolenbeeki De Jong & Coomans, 1988
- Alvania multilineata (Stimpson, 1851)
- Alvania multinodula Hoenselaar & Goud, 1998
- Alvania multiquadrata van der Linden & W. M. Wagner, 1989
- Alvania multistriata (Bell, 1892) †
- Alvania nemo Bartsch, 1915
- Alvania nestaresi Oliverio & Amati, 1990
- Alvania nicobarica (Thiele, 1925)
- Alvania nicolauensis Moolenbeek & Rolán, 1988
- Alvania nigrescens Bartsch & Rehder, 1939
- Alvania nihonkaiensis Hasegawa, 2014
- Alvania nina Faber, 2010
- Alvania nitida Brunetti & Vecchi, 2012 †
- Alvania nodulosa Risso, 1826
- Alvania nonsculpta Hoenselaar & Goud, 1998
- Alvania novarensis Frauenfeld, 1867
- Alvania obeliscus Harmer, 1920 †
- Alvania obliqua Warén, 1974
- Alvania obliquicostata Wang, 1981 †
- Alvania obsoleta van der Linden, 1993
- Alvania occidua (Cotton, 1944)
- Alvania oceani (d'Orbigny, 1852) †
- Alvania ogasawarana (Pilsbry, 1904)
- Alvania oldroydae Bartsch, 1911
- Alvania olivacea Frauenfeld, 1867
- Alvania oliverioi Buzzurro, 2003
- Alvania orbignyi
- Alvania outis Tomlin, 1931
- Alvania paatsi Hoenselaar & Goud, 1998
- Alvania pagodula (Bucquoy, Dautzenberg & Dollfus, 1884)
- Alvania parazosta Lozouet, 1998 †
- Alvania pariana (Guppy in Guppy & Dall, 1896) †
- Alvania partimcancellata Harmer, 1920 †
- Alvania partschi (Hörness, 1856) †
- Alvania parvula (Jeffreys, 1884)
- Alvania patorfikensis Laursen, 1944 †
- Alvania paupercula (Jeffreys, 1867)
- Alvania pedroana Bartsch, 1911
- Alvania peli Moolenbeek & Rolán, 1988
- Alvania perlata Mörch, 1860
- Alvania perregularis Sacco, 1895 †
- Alvania peyreirensis Cossmann & Peyrot, 1919 †
- Alvania piersmai Moolenbeek & Hoenselaar, 1989
- Alvania pinguis (Webster, 1906)
- Alvania pinguoides (Powell, 1940)
- Alvania pisinna Melvill & Standen, 1896
- Alvania planciusi Moolenbeek & Rolán, 1988
- Alvania platycephala Dautzenberg & H. Fischer, 1896
- Alvania playagrandensis Weisbord, 1962 †
- Alvania plicatula Risso, 1826
- Alvania porcupinae Gofas & Warén, 1982
- Alvania portentosa Rolán & Hernández, 2007
- Alvania poucheti Dautzenberg, 1889
- Alvania praeholsatica Gürs & Weinbrecht, 2001 †
- Alvania praetornatilis Hedley, 1912
- Alvania precipitata (Dall, 1889)
- Alvania proavia (Pilsbry & Johnson, 1917) †
- Alvania productilis Boettger, 1906 †
- Alvania profundicola Bartsch, 1911
- Alvania prusi (P. Fischer, 1877)
- Alvania pseudoareolata Warén, 1974
- Alvania pseudocingulata (F. Nordsieck, 1972)
- Alvania pseudohispidula Brunetti & Vecchi, 2012 †
- Alvania pseudopartschi Anderson, 1960 †
- Alvania pseudosyngenes Warén, 1973
- Alvania pukeuriensis (Finlay, 1924) †
- Alvania pumila Nordsieck, 1972
- Alvania punctura (Montagu, 1803)
- Alvania puncturata Locard, 1886
- Alvania pura Gould, 1861
- Alvania purpurea Dall, 1871
- Alvania pyramidata Risso, 1826
- Alvania quadrasi O. Boettger, 1893
- Alvania quadrata A. A. Gould, 1861
- Alvania raulini Cossmann & Peyrot, 1919 †
- Alvania regina Gofas, 1999
- Alvania renei Hoenselaar & Goud, 1998
- Alvania reticulata (Montagu, 1803)
- Alvania reticulata Carpenter, 1864
- Alvania reticulatopunctata Seguenza, 1879 †
- Alvania richeri Gofas, 1999
- Alvania riparia Lozouet, 1998 †
- Alvania rischi Gürs & Weinbrecht, 2001 †
- Alvania rosana Bartsch, 1911
- Alvania rosariae Garilli, 2008 †
- Alvania rotulata Pantanelli, 1888 †
- Alvania rudis (Philippi, 1844)
- Alvania rupeliensis Tembrock, 1964 †
- Alvania russinoniaca Locard, 1886
- Alvania rykeli Hoenselaar & Goud, 1998
- Alvania sacyi Cossmann, 1921 †
- Alvania salebrosa Frauenfeld, 1867
- Alvania sanctipaulensis Lozouet, 1998 †
- Alvania sandersoni (A. E. Verrill, 1884)
- Alvania sanjuanensis Bartsch, 1921
- Alvania sardea Risso, 1826
- Alvania scabra (Philippi, 1844)
- Alvania schwartziana Brusina, 1866
- Alvania scrobiculata (Møller, 1842)
- Alvania sculptilis (May, 1920)
- Alvania sculptilis (Monterosato, 1877)
- Alvania seanlandaui Landau, Marquet & Grigis, 2003 †
- Alvania seinensis Gofas, 2007
- Alvania semicostata A. Adams, 1861
- Alvania seminodosa May, 1915
- Alvania semistriata (Montagu, 1808)
- Alvania settepassii Amati & Nofroni, 1985
- Alvania simonsi Marquet, 1997 †
- Alvania simulans Locard, 1886
- Alvania sleursi (Amati, 1987)
- Alvania slieringsi Hoenselaar & Goud, 1998
- Alvania solitaria (Dell, 1956)
- Alvania sombrerensis (Thiele, 1925)
- Alvania sororcula Granata-Grillo, 1877
- Alvania spinosa (Monterosato, 1890)
- Alvania spirialis Glibert, 1949 †
- Alvania stenolopha Bouchet & Warén, 1993
- Alvania stephanensis Lozouet, 1998 †
- Alvania stigmata Frauenfeld, 1867
- Alvania stigmatica Frauenfeld, 1867
- Alvania stocki Moolenbeek & Rolán, 1988
- Alvania strangei (Brazier in Henn, 1894)
- Alvania subareolata Monterosato, 1869
- Alvania subcalathus Dautzenberg & H. Fischer, 1906
- Alvania subcancellata (Sowerby III, 1894)
- Alvania subclavata O. Boettger, 1906 †
- Alvania subcrenulata (Bucquoy, Dautzenberg & Dollfus, 1884)
- Alvania subgaleodinopsis Lozouet, 2015 †
- Alvania sublaevigata O. Boettger, 1906 †
- Alvania sublagouardensis Lozouet, 1998 †
- Alvania subsoluta (Aradas, 1847)
- Alvania subventricosa Turton, 1932
- Alvania supranitida S. V. Wood, 1842
- Alvania suprasculpta (May, 1915)
- Alvania suroiti Gofas, 2007
- Alvania syngenes (A. E. Verrill, 1884)
- Alvania tarsodes (Watson, 1886)
- Alvania tatei Thiele, 1930
- Alvania tauropraecedens Sacco, 1895 †
- Alvania tenera (Philippi, 1844)
- Alvania tenhovei Hoenselaar & Goud, 1998
- Alvania tenuicostata (G. Seguenza, 1876) †
- Alvania tenuicostata Bałuk, 1975 †
- Alvania tenuicostata L. Seguenza, 1903
- Alvania tessellata Schwartz in Weinkauff, 1868
- Alvania testae (Aradas & Maggiore, 1844)
- Alvania textiliformis Harmer, 1920 †
- Alvania thalia De Stefani & Pantanelli in De Stefani, 1888 †
- Alvania thouinensis May, 1915
- Alvania tiarula A. Adams, 1861
- Alvania tomentosa (Pallary, 1920)
- Alvania townsendi (Melvill, 1910)
- Alvania trachisma Bartsch, 1911
- Alvania trajectus (Watson, 1886)
- Alvania transiens Sacco, 1895 †
- Alvania trinacriae Oberling, 1970
- Alvania tumida Carpenter, 1857
- Alvania turkensis Faber & Moolenbeek, 2004
- Alvania urgonensis Cossmann, 1918 †
- Alvania valeriae Absalão, 1994
- Alvania vanegmondi Hoenselaar & Goud, 1998
- Alvania varia Tabanelli, Bongiardino & Perugia, 2011 †
- Alvania veleronis Hertlein & Strong, 1939
- Alvania venusta (Powell, 1926)
- Alvania verconiana (Hedley, 1911)
- Alvania vermaasi van Aartsen, 1975
- Alvania verrilli (Friele, 1886)
- Alvania versoverana (Melvill, 1893)
- Alvania villarii Micali, Tisselli & Giunchi, 2005
- Alvania vinosula Anderson & Hanna, 1925 †
- Alvania virodunensis Lozouet, 1998 †
- Alvania waimamakuensis (Laws, 1948) †
- Alvania waisiuensis Beets, 1942 †
- Alvania wareni (Templado & Rolán, 1986)
- Alvania watsoni (Schwartz in Watson, 1873)
- Alvania weinkauffi Schwartz in Weinkauff, 1868
- Alvania whitechurchi Turton, 1932
- Alvania whitleyi (Bell, 1898) †
- Alvania winslowae Bartsch, 1928
- Alvania wyvillethomsoni (Friele, 1877)
- Alvania xanthias (Watson, 1886)
- Alvania yamatoensis Hasegawa, 2014
- Alvania zetlandica (Montagu, 1815)
- Alvania zibinica Pantanelli, 1888 †
- Alvania ziliolii Brunetti & Vecchi, 2012 †
- Alvania zoderi Hoenselaar & Goud, 1998
- Alvania zylensis Gofas & Warén, 1982